# Tourdion
Le tourdion (ou tordion) est une danse de couple rapide, légèrement sautée, constituant l'un des éléments de la basse danse. En vogue en France au début du XVIe siècle, le tourdion disparaît avant la fin du siècle.
Thoinot Arbeau donne la première description complète de la manière de le danser dans son Orchésographie publiée en 1589, qu'il introduit ainsi :

« L'air du tourdion et l'air d'une gaillarde sont de mesmes, et n'y a différence sinon que le tourdion se danse bas et par terre d'une mesure légère et concise : Et la gaillarde se danse haut d'une mesure plus lente et pesante : Tandis que vous faites bien de demander l'air d'un tourdion : Car quand les airs sont connus par le danseur, et qu'il les chante en son cœur avec le joueur d'instrument, il ne peut faillir à les bien danser. »

## Version fameuse
Popularisé par Pierre Attaingnant dans un recueil publié dès 1530, un autre tourdion est devenu célèbre au XXe siècle comme chanson à boire, avec un texte ajouté par César Geoffray en 1949, :
Quand je bois du vin clairet
Ami tout tourne, tourne, tourne, tourne
Aussi désormais je bois
Anjou ou Arbois
Chantons et buvons, à ce flacon faisons la guerre
Chantons et buvons, les amis, buvons donc !
Mélodie publiée en 1530 avec le texte de 1949 :